# Hwang Jae-won (football, 1981)
Dans ce nom coréen, le nom de famille, Hwang, précède le nom personnel.
Hwang Jae-won (en coréen : 황재원), né le 13 avril 1981 à Incheon en Corée du Sud, est un footballeur international sud-coréen, qui évolue au poste de défenseur central.

## Biographie

### Carrière internationale
Il fait ses débuts internationaux avec l'équipe A en 2008. Le 30 janvier 2008, il honore sa première sélection contre le Chili en amical. Lors de ce match, Hwang Jae-won entre à la 46e minute de la rencontre, à la place de Cho Sung-hwan. La rencontre se solde par une défaite de 1-0 des sud-coréens. 
Le 24 décembre 2010, il fait partie de la liste des 23 joueurs sud-coréens sélectionnés pour disputer la coupe d'Asie au Qatar. Il dispute cinq rencontres, et inscrit un but face au Japon lors de ce tournoi. 

## Palmarès

### En club
- Avec le  Pohang Steelers
  - Champion de Corée du Sud en 2007
  - Vainqueur de la Coupe de Corée du Sud en 2008
  - Vainqueur de la Coupe de la Ligue sud-coréenne en 2009
  - Vainqueur de la Ligue des champions de l'AFC en 2009

### En sélection
- Avec la  Corée du Sud
  - Troisième de la Coupe d'Asie en 2011

### Distinctions personnelles
- Nommé dans l'équipe type de la K League en 2007 et 2009

## Statistiques

### Carrière
| Saison                | Club                  | Championnat           | Championnat | Championnat | Coupe(s) nationale(s) | Coupe(s) nationale(s) | Compétition(s) continentale(s) | Compétition(s) continentale(s) | Compétition(s) continentale(s) | Coupe du mondedes clubs | Coupe du mondedes clubs | Corée du Sud | Corée du Sud | Total | Total |
| Saison                | Club                  | Division              | M.          | B.          | M.                    | B.                    | Comp.                          | M.                             | B.                             | M.                      | B.                      | M.           | B.           | M.    | B.    |
| 2004                  | Pohang Steelers       | K League              | 4           | 0           | 10                    | 2                     | -                              | -                              | -                              | -                       | -                       | -            | -            | 14    | 2     |
| 2005                  | Pohang Steelers       | K League              | 0           | 0           | 0                     | 0                     | -                              | -                              | -                              | -                       | -                       | -            | -            | 0     | 0     |
| 2006                  | Pohang Steelers       | K League              | 12          | 2           | -                     | -                     | -                              | -                              | -                              | -                       | -                       | -            | -            | 12    | 2     |
| 2007                  | Pohang Steelers       | K League              | 28          | 2           | 9                     | 2                     | -                              | -                              | -                              | -                       | -                       | -            | -            | 37    | 4     |
| 2008                  | Pohang Steelers       | K League              | 19          | 1           | 4                     | 1                     | LCA                            | 2                              | 1                              | -                       | -                       | 1            | 0            | 26    | 3     |
| 2009                  | Pohang Steelers       | K League              | 18          | 1           | 6                     | 0                     | LCA                            | 9                              | 1                              | 2                       | 0                       | 2            | 0            | 37    | 2     |
| 2010                  | Pohang Steelers       | K League              | 6           | 0           | 4                     | 0                     | LCA                            | 5                              | 1                              | -                       | -                       | 1            | 0            | 16    | 1     |
| Sous-total            | Sous-total            | Sous-total            | 87          | 6           | 33                    | 5                     | -                              | 16                             | 3                              | 2                       | 0                       | 4            | 0            | 142   | 14    |
| 2010                  | Suwon Bluewings       | K League              | 9           | 2           | 2                     | 0                     | LCA                            | 2                              | 0                              | -                       | -                       | -            | -            | 13    | 2     |
| 2011                  | Suwon Bluewings       | K League              | 9           | 0           | -                     | -                     | LCA                            | 6                              | 0                              | -                       | -                       | 7            | 1            | 22    | 1     |
| Sous-total            | Sous-total            | Sous-total            | 18          | 2           | 2                     | 0                     | -                              | 8                              | 0                              | 0                       | 0                       | 7            | 1            | 35    | 3     |
| 2012                  | Seongnam Ilhwa Chunma | K League              | 9           | 1           | -                     | -                     | LCA                            | 0                              | 0                              | -                       | -                       | -            | -            | 9     | 1     |
| 2013                  | Seongnam Ilhwa Chunma | K League              | 0           | 0           | 0                     | 0                     | -                              | -                              | -                              | -                       | -                       | -            | -            | 0     | 0     |
| Sous-total            | Sous-total            | Sous-total            | 9           | 1           | 0                     | 0                     | -                              | 0                              | 0                              | 0                       | 0                       | 0            | 0            | 9     | 1     |
| 2015                  | Chungju Hummel        | K League Challenge    | 23          | 2           | 3                     | 0                     | -                              | -                              | -                              | -                       | -                       | -            | -            | 26    | 2     |
| Sous-total            | Sous-total            | Sous-total            | 23          | 2           | 3                     | 0                     | -                              | 0                              | 0                              | 0                       | 0                       | 0            | 0            | 26    | 2     |
| 2016                  | Daegu FC              | K League Challenge    | 27          | 2           | 1                     | 0                     | -                              | -                              | -                              | -                       | -                       | -            | -            | 28    | 2     |
| 2017                  | Daegu FC              | K League              | 9           | 0           | -                     | -                     | -                              | -                              | -                              | -                       | -                       | -            | -            | 9     | 0     |
| Sous-total            | Sous-total            | Sous-total            | 36          | 2           | 1                     | 0                     | -                              | 0                              | 0                              | 0                       | 0                       | 0            | 0            | 37    | 2     |
| 2018                  | Daejeon Citizen       | K League 2            | 1           | 0           | -                     | -                     | -                              | -                              | -                              | -                       | -                       | -            | -            | 1     | 0     |
| Sous-total            | Sous-total            | Sous-total            | 1           | 0           | 0                     | 0                     | -                              | 0                              | 0                              | 0                       | 0                       | 0            | 0            | 1     | 0     |
| Total sur la carrière | Total sur la carrière | Total sur la carrière | 174         | 13          | 39                    | 5                     | -                              | 24                             | 3                              | 2                       | 0                       | 11           | 1            | 250   | 22    |

### Buts en sélection
Le tableau suivant liste tous les buts inscrits par Hwang Jae-won avec l'équipe de Corée du Sud.